# Seconda lettera di Clemente
(Inizio della Seconda lettera di Clemente.)
La Seconda lettera di Clemente, 2 Clemente o Lettera di Pseudo-Clemente è un testo tradizionalmente attribuito al vescovo di Roma Clemente (88-97), scritto in greco tra il 140 e il 160 e incluso nella cosiddetta letteratura subapostolica. Malgrado il nome, non si tratta di una lettera, ma di un'omelia sull'«autocontrollo, sul pentimento e sul giudizio».
L'autore non ci è in realtà noto, poiché già gli scrittori antichi negavano che Clemente ne fosse l'autore; il collegamento con Clemente è probabilmente legato al fatto che il testo fu presto tramandato nei manoscritti insieme alla Prima lettera di Clemente. Anche il luogo di composizione non è noto con sicurezza: tra le possibili città di origine sono state proposte sia Alessandria d'Egitto che la stessa Corinto.
L'opera è importante anche in quanto testimonia a favore dell'esistenza di un vangelo altrimenti perduto, che sarebbe stato ottenuto armonizzando il Vangelo secondo Matteo e il Vangelo secondo Luca.
La Seconda lettera di Clemente è stata trasmessa assieme alla prima nel Codex Alexandrinus (tardo IV secolo) e nel Codice di Gerusalemme (1056).